# Ephemera pulcherrima
Ephemera pulcherrima is een haft uit de familie Ephemeridae. De wetenschappelijke naam van de soort is voor het eerst geldig gepubliceerd in 1892 door Eaton.
De soort komt voor in het Oriëntaals gebied.